# フローデ・グロダス
フローデ・グロダス（Frode Grodås, 1964年10月24日 - ）は、ノルウェー・ボルダ出身の元サッカー選手。ポジションはゴールキーパー。

## クラブ経歴
エリテセリエンのリールストロムSKで長らく正GKを務めたのち、1996年にプレミアリーグのチェルシーFCに移籍した。チェルシーでは1年目にリーグ21試合に出場し、FAカップの制覇にも貢献した。
1998年に出場機会を求めてトッテナム・ホットスパーFCに移籍したが、出場機会を得られず半年で退団。ブンデスリーガのシャルケ04に移籍した。シャルケでは4年間の在籍期間でリーグ戦の出場は3試合にとどまった。

## 代表経歴
1991年にサッカーノルウェー代表のフル代表に初招集されると、1994 FIFAワールドカップのメンバーに選ばれたが、出場機会は無くチームもグループリーグで敗退した。1998 FIFAワールドカップのメンバーにも選ばれると、正GKとしてグループリーグ突破に貢献。全4試合にフル出場した。代表では長らくキャプテンも任された。

### 指導歴
2006年にハマルカメラテネの監督に就任。翌2007年からは古巣リールストロムSKのGKコーチを務めた。2010年からはサッカーノルウェー代表のGKコーチを務めている。

## 人物
息子のVictor Grodåsもサッカー選手で、ポジションはDFである。

## 代表歴

### 出場大会
- ノルウェー代表
  - 1994 FIFAワールドカップ
  - 1998 FIFAワールドカップ

### 試合数
- 国際Aマッチ 50試合 0得点（1991年-2002年）[2]

| ノルウェー代表 | 国際Aマッチ | 国際Aマッチ |
| 年             | 出場        | 得点        |
| -------------- | ----------- | ----------- |
| 1991           | 1           | 0           |
| 1992           | 6           | 0           |
| 1993           | 2           | 0           |
| 1994           | 6           | 0           |
| 1995           | 5           | 0           |
| 1996           | 7           | 0           |
| 1997           | 8           | 0           |
| 1998           | 12          | 0           |
| 1999           | 1           | 0           |
| 2000           | 0           | 0           |
| 2001           | 0           | 0           |
| 2002           | 2           | 0           |
| 通算           | 50          | 0           |

## タイトル
リールストロム
- エリテセリエン:1989

チェルシー
- FAカップ:1996-97

シャルケ
- DFBポカール:2000-01, 2001-02